# المجموعة الاقتصادية لدول وسط إفريقيا

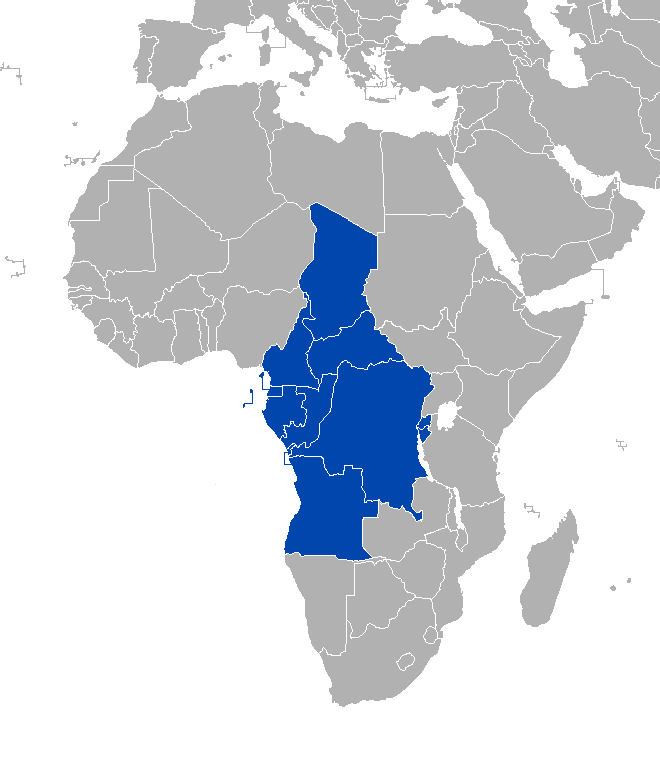
دول المجموعة الاقتصادية

المجموعة الاقتصادية لدول وسط إفريقيا (بالفرنسية : Communauté économique des États de l'Afrique centrale) اختصارا (CEEAC) هي منظمة دولية أسست بهدف التنمية الاقتصادية والاجتماعية والثقافية في وسط إفريقيا لإنشاء هياكل إقليمية قد تؤدي تدريجيا إلى سوق مشتركة.
تعمل المجموعة اعتمادا على خطة عمل لاغوس أبريل 1980.

## الدول الأعضاء
- أنغولا
- بوروندي
- الكاميرون
- جمهورية إفريقيا الوسطى
- جمهورية الكونغو
- جمهورية الكونغو الديمقراطية
- الغابون
- غينيا الاستوائية
- تشاد
- ساو تومي وبرينسيب

## المهام
الهدف الأساسي للمجموعة هو تعزيز وتقوية التعاون والتنمية الديناميكية المتوازنة والذاتية في كل المجالات الاقتصادية والثقافية خاصة في مجالات الصناعة والنقل و الاتصالات والطاقة و الفلاحة والموارد الطبيعية والتجارة و الجمارك والمشاكل الاقتصادية والمالية و التمويلية والموارد الطبعية والسياحة و التعليم والثقافة و العلوم والتكنولوجيا و حركة الناس لتحقيق الحكم الذاتي الجماعي ورفع مستوى المعيشة.

تحاول المجموعة الاقتصادية لدول وسط إفريقيا بقيادة التكامل الاقتصادي والإقليمي في وسط إفريقيا.

المجموعة معترف بها من قبل الاتحاد الإفريقي.

## مقالات ذات صلة
- المجموعة الإقتصادية و النقدية لوسط إفريقيا
- إتحاد دول وسط إفريقيا
- تكتل اقتصادي

## روابط خارجية
- الموقع الرسمي للمجموعة الاقتصادية.